# George Beresford (1er marquis de Waterford)
George de la Poer Beresford (8 janvier 1735 – 3 décembre 1800) est un homme politique irlandais, connu sous le nom de George Beresford, 2e comte de Tyrone de 1763 à 1789, puis marquis de Waterford.

## Biographie
Il est le fils aîné de Marcus Beresford (1er comte de Tyrone) et de son épouse, Katherine, baronne de la Poer. Il fait ses études au Kilkenny College. De 1757 à 1860, il est membre de la Chambre des communes irlandaise pour le comté de Waterford de 1757 à 1760 et pour Coleraine de 1761 à 1763, date à laquelle il hérite du comté de son père. Il entre à la Chambre des lords irlandaise et est admis au Conseil privé d'Irlande.
Il est gouverneur de Waterford de 1766 et custos rotulorum de ce comté de 1769 à 1800, date à laquelle il est fait chevalier de Saint-Patrick. Il est créé baron Tyrone dans la Pairie de Grande-Bretagne en 1786 et est élevé au rang de marquis en 1789.

## Famille
Le 19 avril 1769, il épouse Elizabeth Monck (cousine de Charles Monck (1er vicomte Monck) et petite-fille maternelle d'Henry Bentinck (1er duc de Portland)) et ils ont huit enfants:
- Marcus, Lord Le Poer (mars 1771 – 8 août 1783)
- Henry Beresford (2e marquis de Waterford) (1772 – 1826), homme politique
- John George Beresford (1773 – 1862), archevêque d'Armagh
- Lord George Thomas (1781 – 1839), homme politique
- Isabella Anne (28 mai 1776 - 7 mai 1850), mariée à sir John Brydges
- Catharine (11 septembre 1777 - 23 juin 1843)
- Anne (26 juillet 1779 - 27 novembre 1842)
- Elizabeth Louisa (2 février 1783 - 6 janvier 1856), mariée (1) Sir Denis Pack (2) Sir Thomas Reynell, 6e baronnet

Il a également deux fils illégitimes, William Carr Beresford, 1er vicomte Beresford, et Sir John Beresford (1er baronnet).
Lord Waterford est décédé en 1800 et ses titres sont transmis à son fils légitime survivant, Henry.